# Marijampolės futbolo arena
Marijampolės futbolo arena – stadion piłkarski wraz z kompleksem sportowym w Mariampolu na Litwie o pojemności 6200 miejsc siedzących na którym rozgrywa swoje mecze klub z Litewskiej A Lygi, Sūduva Mariampol. Obiekt powstał w latach 2007–2008. Stadion posiada sztuczne oświetlenie i podgrzewaną murawę. Obok stadionu zlokalizowana jest baza treningowa o pojemności 2500 miejsc siedzących gdzie w hali znajduje się pełnowymiarowe boisko na którym z powodów atmosferycznych czasami też są rozgrywane mecze. Przy stadionie znajdują się też dwa pełnowymiarowe boiska treningowe. Stadion posiada 2 kategorię UEFA. Stadion będzie jedną z aren Mistrzostw Europy U-19 w 2013 roku. 11 grudnia 2019 r. informuje, że Grupa ARVI nie będzie już wspierać Klubu Sūduva. Były usuwalne notatki i szyldy z nazwiskiem byłego sponsora. ARVi Arena została przemianowana na Mariampolska Arena Piłki Nożnej (przynajmniej tymczasowo, dopóki nie pojawi się inny sponsor).
Przed otwarciem nowego stadionu w 2008 roku piłkarze Sūduvy Mariampol występowali na Sūduvos stadionas.

## Mecze

### Mecze Klubowe
Na stadionie swoje mecze rozgrywa klub Sūduva Mariampol, w sezonie 2012 A Lygy do 5 kolejki grał też tu zespół Dainava Olita z powodu problemów licencyjnych własnego stadionu.
W zimowej przerwie sezonu 2008/2009 na okresie przygotowawczym gościły tu polskie II ligowe Wigry Suwałki, a przed sezonem 2012/2013 grająca w ekstraklasie Jagiellonia Białystok.

### Superpuchar Litwy
Na stadionie odbył się Superpuchar Litwy 2013 w którym Žalgiris Wilno pokonało po dogrywce Ekranas Poniewież 1:0. Na trybunach zasiadło 2100 osób.

### Mecze Reprezentacji Litwy
| #  | Data                 | Przeciwnik    | Rezultat | Typ Meczu   | Widownia |
| -- | -------------------- | ------------- | -------- | ----------- | -------- |
| 1. | 20 sierpnia 2008     | Mołdawia      | 3-0      | Towarzyski  | 2000     |
| 2. | 10 września 2008     | Austria       | 2-0      | El. MŚ 2010 | 5000     |
| 3. | 6 czerwca 2009       | Rumunia       | 0-1      | El. MŚ 2010 | 5500     |
| 4. | 14 października 2009 | Serbia        | 2-1      | El. MŚ 2010 | 2500     |
| 4. | 10 września 2013     | Liechtenstein | 2-0      | El. MŚ 2014 | 1955     |